# Алексије Моселе (цезар)
Алексије Мозел или Муселе / Моселе (Μουσελε) је био византијски аристократа и генерал, кога је цар Теофил (р. 829–842) изабрао на одређено време за свог наследника, вереног са својом ћерком Маријом и уздигнут у врховно достојанство цезара. Водио је кампању на Балкану, враћајући територију од Словена, и борио се са одређеним успехом на Сицилији против Арапа . Позван у Цариград због сумње да је планирао да узурпира престо, био је затворен, али је касније помилован и дозвољено му је да се повуче у манастир, где је провео остатак својих дана.

## Биографија
Алексије је вероватно био син или унук генерала Алексија Мозела, који је деловао под царем Константином VI (р. 780–797), иако византијски хроничари бележе да је он био пореклом из породице Кренитес. Забележен је и брат по имену Теодосије, који је носио титулу патрикија високог суда.   
Негде између 836. и 839. Алексије је био верен за принцезу Марију, најмлађу и омиљену ћерку цара Теофила, упркос чињеници да је била дете. Цар Теофил у то време није имао мушког наследника, а овај потез је очигледно имао за циљ да означи Алексија као свог наследника. Прогресивно је унапређен у патрикиоса и антхипатоса, затим у магистере и на крају у цезара.    Он је био једина особа за коју се зна да је унапређен у чин током Теофилове владавине, а можда је заиста био подигнут на то већ 831. године, када је присуство неименованог цезара посведочено на царском тријумфу. Алтернативно, то може бити референца на другог, иначе непознатог, носиоца титуле, који је вероватно умро убрзо након тога. 
У лето 836, Мозел, недавно унапређен у цезара, послат је са војском против Бугара у Тракији. Међутим, уместо да се супротстави њима, он се усредсредио на обнављање за Византијско царство приобалног појаса између река Нестос и Стримон, који је био препуштен локалним Словенима Византијско - бугарским уговором из 816. На тај начин је обновио директну копнену везу између Тракије и Солуна, највећег балканског града Царства. Након што је основао нови град, назван по себи Цезаропољ, вратио се у Цариград. 
Алексије је можда учествовао у Теофиловом успешном походу против Мелитене 837. године, пошто је забележено да је учествовао у тријумфу који је уследио након царевог повратка. То, међутим, неки научници оспоравају.  Године 838, Мосел је послат у експедицију против Арапа на Сицилију. Тамо је постигао низ успеха, приморавши Арапе да подигну опсаду Кефалоедијума, и нанео неколико пораза њиховим снагама. Његове снаге, међутим, биле су недовољне да у потпуности истерају Арапе са њихових поседа на западном делу острва, па је крајем 838. године претрпео пораз од свежих арапских појачања. 
У исто време, умрла је Алексијева вереница Марија, стара четири године, а његова веза са царем Теофилом постала је слаба. Такође су га неки Сицилијанци оптужили да је био у дослуху са Арапима и да је планирао да и сам постане цар. Да не би сатерао свог цезара у ћошак, цар Теофил је послао Теодора Критина, архиепископа Сиракузе, да га опозове уз гаранције личне безбедности. Ипак, по доласку у престоницу, Алексију су одузете титуле, претучен и затворен.   Теодор Критин се јавно супротставио цару због кршења његове речи у цркви Свете Марије Влахернске, али га је разбеснели Теофил такође дао пребити и протерати. Убрзо је, међутим, и патријарх Јован Граматик јавно окривио цара Теофила. Цар је попустио, ослободио и Теодора и Алексија, и вратио му чин и имање.  
Његови односи са царем су се, међутим, знатно захладили, посебно након Марије смрти и рођења Теофиловог сина, Михаила III (842–867), 840. године. До 842. године, Мосел се повукао у манастир у четврти Та Антхемиоу у Хрисопољу, који је сам основао. О њему се после тога ништа не зна.    